# 버블검 팝
버블검 팝(영어: Bubblegum pop)은 밝은 사운드의 청소년 용으로 제작된 팝 음악의 장르이다. 한국의 아이돌 음악이 버블검 팝과 비슷한 면이 많다.
버블검 팝은 어린이와 청소년을 대상으로 판매되는 재미있고 경쾌한 스타일의 록 및 팝 음악이다. 이 용어는 또한 1960년대 후반 미국에서 시작된 개러지 록, 참신한 노래, 브릴 빌딩 사운드에서 발전한 좀 더 구체적인 록 및 팝 하위 장르를 가리키며, 대상 인구는 통계학적으로 10대 초반과 어린 십대들이다. 더 아치스(The Archies)의 1969년 히트곡 "Sugar, Sugar"는 풍선껌 정맥에 팝 록 노래가 많이 등장하는 토요일 아침 만화 시리즈의 단기 트렌드인 카툰 록으로 이어진 대표적인 예이다.
제작자 제리 카세네츠와 제프리 카츠는 "풍선껌"을 만들어낸 공로를 주장하며 목표 청중에 대해 논의할 때 "10대, 어린 아이들"로 결정했다고 말했다. "당시 우리는 풍선껌을 씹고 있었고 제 파트너와 저는 그걸 보고 웃으면서 '아, 이거 풍선껌 같다'고 하더라"고 말했다. 이 용어는 그들의 상사인 붓다 레코드(Buddah Records) 레이블 임원인 닐 보가트(Neil Bogart)에 의해 대중화되었다. 일회용이고 인위적인 것으로 인식되는 팝 음악에 대한 경멸로 자주 사용되었다.

## 같이 보기
- K-pop
- C-pop
- P-pop
- J-pop